# Архимандрит Кирил (Јовичић)
Кирил Јовичић, световно име Живојин, (Божурња, 14. фебруар 1837 - Београд, 6/7март 1908) био је српски архимандрит.

## Биографија
Јовичић се родио у породици Милосављевић, од оца Јовице и мајке Стане. Основну школу завршио је у селу Горовичи, а гимназију и Богословију у Београду. По завршетку Богословије постао је учитељ основне школе и у том је звању рукоположен за ђакона. Године 1863. одлази у Русију и годину дана борави у Семинарији, а четири године у Московској Духовној Академији, коју ће завршити са степеном старијег кандидата Богославља.
По повратку у Србију био је постављен за ђакона Саборне цркве у Београду, потом за суплента и нешто касније професора гимназије и наставника Војне академије. У октобру 1874. године постављен је за професора Богословије. На Војној академији предавао је веронауку и руски језик пуних петнаест година.
Протојереј је постао 1880. године и од тада је познат као прота Живојин Јовичић. Као протојереј, предавао је у Богословији библијску историју, историје хришћанске цркве, руски језик, литургику, црквена правила и црквено певање све до 1891. године. У међувремену, био је и хонорарни наставник у Учитељској школи у Београду за предмет наука хришћанска, школске 1889/1890. Упоредо са овим дужностима, био је и члан Одбора Српског друштва Црвеног крста од 1881. до 1885. године. 
Архимандрит постаје 1892. године и до 1898. године биће старешина Српског подворја у Москви. Након тога вратиће се у Србију где ће бити постављен за Ректора Богословије и ту функцију вршиће све до 1905. године, када је по својој жељи пензионисан.
Написао је и доста расправа и чланака у духовним часописима: Пастиру, Гласнику, Сиону и Веснику Српске Цркве чији је први уредник био. Писао је и за руске часописе и трудио се да својим чланцима упозна Русе са историјом српске цркве и Србима генерално.
Био је члан многих хуманитарних установа и организација у Србији и Русији. Заслужан је што је у Русији скупљана помоћ српским црквама и манастирима и што је 1896. године обезбеђено 10.000 рубаља Одбору за помоћ поплављенима у Србији. Носилац је и многих одликовања: Сребрна медаља за храброст, Таковски крст V реда, Орден Св. Саве III реда, Таковски крст III реда, Орден Св. Саве II реда, Орден Данила I степена.
Умро је 1908. године у 71. години живота. За собом је оставио кћерку Милу и сина Љубомира Јовичића, потпуковника.

## Дела
Архимандрит Кирил је још по завршетку школовања почео да се бави књижевним радом и превођењем.
Његова дела су:
- Слово на дан светог Николе, Београд 1873;
- Светковина двадестпетогодишњег архипастирског рада Митрополита српског г. Михаила, Београд 1880;
- Беседа проте Живојина Јовичића, професора Богословије, говорена 13. јануара 1889. на Светосавској Прослави у Богословији, Београд 1889;
- Беседа на парастосу Дели-Папаз Стојана Крстића, Београд 1890;
- Робињица Злата, Београд 1893;
- Четрдесетодишња прослава архипастирске службе митрополита српског господина Михаила, Београд 1895.

Преводи су:
- Х. Бичер-Стоу, Узор девојка, Београд 1882.
- Пећине (Катакомбе), Приче из првих векова хришћанства, Београд 1871.
- М. П. Погодин, Писмо М. Погодина писано чешком историописцу Палацком, Београд 1871.
- Д. Л. Мордовцев, Мамајево разбојиште или битка на Куликовом пољу, између Руса и Татара, Београд 1881.
- И. А. Крилов, Најобдареније басне, Београд 1883.
- За Народно позориште превео је Гогољевог Ревизора (изведен 1. фебруара 1870)[3]
- А. Х. Островски, Писарско место и Складно склониште, 1881.